# FCセヴァストポリ (2014年)
FCセヴァストポリ（ロシア語: Футбольный клуб «Севастополь», 英語: Football Club Sevastopol）は、クリミア半島のセヴァストポリをホームタウンとするサッカークラブである。

## 歴史
2014年7月23日、SKChFセヴァストポリとして創設された。前身クラブはウクライナ・プレミアリーグに所属していたFCセヴァストポリ。
2014年に起きたロシアによるクリミアの併合後、ロシア・セカンドディビジョンに参加したが、欧州サッカー連盟によりクリミアのクラブはロシアリーグ参加を禁止された。2015年、新たに創立されたクリミア・プレミアリーグに参加した。
2016年、PFCセヴァストポリを経て、セヴァストポリに改称した。
2016-17シーズンにプレミアリーグ初優勝を飾った。

## クラブ名
- 2014 - 2016 FC SKChFセヴァストポリ (Футбольный клуб "СКЧФ Севастополь")
- 2016 - 2016.07 FC PFCセヴァストポリ (Футбольный клуб "ПФК Севастополь")
- 2016.07 - FCセヴァストポリ (Футбольный клуб «Севастополь»)

出典

## 過去の成績
| シーズン | リーグ                                     | 順位 | 試 | 勝 | 分 | 敗 | 得 | 失 | 差  | 点 |
| -------- | ------------------------------------------ | ---- | -- | -- | -- | -- | -- | -- | --- | -- |
| 2014-15  | ロシア・セカンドディビジョン 南・グループ1 | -    | 17 | 3  | 5  | 9  | 10 | 23 | -13 | 14 |
| 2015     | クリミアリーグ                             | 1位  | 9  | 9  | 0  | 0  | 52 | 6  | +46 | 27 |
| 2015-16  | クリミア・プレミアリーグ                   | 2位  | 28 | 15 | 9  | 4  | 53 | 25 | +28 | 54 |
| 2016-17  | クリミア・プレミアリーグ                   | 1位  | 28 | 18 | 4  | 6  | 65 | 37 | +28 | 58 |

出典

## 獲得タイトル
- クリミア・プレミアリーグ：1回
  - 2016-17